# Czeska Liga przeciw Bolszewizmowi
Czeska Liga przeciw Bolszewizmowi (czes. Česká liga proti bolševismu) – czeska organizacja kolaboracyjna istniejąca w Protektoracie Czech i Moraw pod koniec II wojny światowej
Liga powstała z inicjatywy wyższego dowódcy SS i policji w Protektoracie Karla Hermanna Franka jako odpowiedź na zawarcie w 1943 r. w Moskwie przez emigracyjnego prezydenta Edvarda Beneša z Józefem Stalinem umowy sojuszniczej. Dużą rolę w jej utworzeniu odegrał także jeden z głównych czeskich kolaborantów Emanuel Moravec, który „zasilił” ją członkami kierowanego przez siebie ministerstwa szkolnictwa i oświaty. Jej zadaniem było organizowanie antysowieckich i antykomunistycznych wystąpień oraz prowadzenie w tym duchu propagandy. 23 kwietnia 1944 r. miał miejsce w Pradze założycielski zjazd Ligi, na którym ogłoszono program i wybrano jej władze. Na jej czele stanął prof. Josef Drachovský, a do głównych działaczy należeli Josef Bartoň, Karel Röhlich i Antonín Liška. Organem prasowym było pismo „Denní korespodence”, które silnie atakowało E. Beneša i innych emigracyjnych polityków, występowało przeciw demokratycznemu systemowi parlamentarnemu, żydobolszewikom (Židobolševici) i kapitalistycznej plutokracji, głosząc faszystowskie hasła. Starano się także pozyskać poparcie hierarchii katolickiej, strasząc zagrożeniem bolszewickim wymierzonym przeciw cywilizacji europejskiej. Działacze Ligi współpracowali z Gestapo i innymi niemieckimi służbami bezpieczeństwa.
Po 1945 i wyzwoleniu Czechosłowacji, większość działaczy Ligi zostało osądzonych oraz skazanych na kary więzienia. Stojący na czele organizacji prof. Josef Drachovský po wojnie otrzymał wyrok jedynie ośmiu miesięcy pozbawienia wolności.
Zgodnie z ustawą z 1946, działacze Ligi przeciw Bolszewizmowi nie podlegali jakimkolwiek przywilejom kombatanckim.